# 極光幣

标志

極光幣（Auroracoin）是冰島發行的虛擬貨幣，期望可以取代冰島克朗。極光幣於2014年2月發行，設計者為匿名者，化名為奧丁松（Baldur Friggjar Odinsson），取材自北歐神話中的奧丁。奧丁松聲言創立極光幣是為了拯救冰島低迷的經濟，因此該貨幣一度成為全球第3大虛擬貨幣。

## 外部連結
- Auroracoin.org official website （页面存档备份，存于）
- Auroracoin价格走势